# Henrik Nordström (friidrottare)
Henrik Nordström, född 30 april 1891 i Älvkarleby, död 10 februari 1982 i Eskilstuna, var en svensk idrottsman (långdistanslöpare). Han tävlade för IFK Eskilstuna och vann SM-guld i terränglöpning 8 km år 1912.
Nordström deltog även i terränglöpningen vid Olympiska spelen 1912, men tvingades där utgå.